# Апостольский викариат Тринидада

Герб апостольского викариата Тринидада

Апостольский викариат Тринидада (лат. Vicariatus Apostolicus Sancti Andreae et Providentiae) — апостольский викариат Римско-Католической Церкви с центром в городе Тринидад, Колумбия. Апостольский викариат Тринидада подчиняется непосредственно Святому Престолу. Кафедральным собором апостольского викариата Тринидада является церковь Непорочного Зачатия Пресвятой Девы Марии.

## История
29 октября 1999 года Святой Престол разделил апостольский викариат Касанаре на апостольский викариат Тринидада и епархию Йопаля. В этот же день апостольский викариат Касанаре был упразднён.

## Ординарии апостольского викариата
- епископ Гектор Хавьер Писарро Асеведо O.A.R.[1] (23.10.2000 — по настоящее время).

## Источник
- Annuario Pontificio, Libreria Editrice Vaticana, Città del Vaticano, 2003, ISBN 88-209-7422-3